# Lydia Ko
Dame Lydia Ko, DNZM (Koreanisch: 고보경, Hanja: 高寶璟, * 24. April 1997 in Seoul, Südkorea, geboren als Ko Bo-gyung) ist eine neuseeländische Profigolferin.

## Leben
Ko kam 1997 in Seoul zur Welt. Als sie vier Jahre alt war, zog die Familie nach Neuseeland. Als 12-Jährige erhielt sie die neuseeländische Staatsangehörigkeit.
Sie beabsichtigte im Jahr 2015 ein Fernstudium der Psychologie an der Korea University, Seoul aufzunehmen.
Am 30. Dezember 2022 heiratete Ko den südkoreanischen Managersohn Chung Jun in der römisch-katholischen Myeondong-Kathedrale in Seoul.

## Karriere
Als Ko fünf Jahre alt war, nahm ihre Mutter sie mit in den Pupuke Golf Club in Auckland. Dessen Besitzer Guy Wilson war auch ihr erster Trainer.
Ko war für 130 Wochen die Nummer eins der Amateurgolferinnen, bis sie am 23. Oktober 2013 ins Profilager wechselte. Lydia Ko ist die jüngste Person, die jemals ein LPGA-Tour-Turnier gewann, und die einzige Golferin, die mehr als ein LPGA-Tour-Turnier als Amateur gewann. Anfang Februar 2015 wurde sie als 17-Jährige Weltranglistenerste und ist damit die jüngste Nr. 1 in der Geschichte des Golfs. Sie gewann bei Olympischen Spielen je eine Gold- (2024), Silber- (2016) und Bronzemedaille (2020).

## Turniersiege

### Amateurturniere
- 2011: Australian Women’s Amateur Strokeplay Championship, New Zealand Women’s Amateur Strokeplay Championship, New Zealand Women’s Amateur Matchplay Championship
- 2012: Australian Women’s Amateur, U.S. Women’s Amateur, World Women’s Amateur Golf Championship

### Profiturniere
- 2012: Bing Lee Samsung Women’s NSW Open, CN Canadian Women’s Open
- 2013: ISPS Handa New Zealand Woman’s Open, CN Canadian Women’s Open, Swinging Skirts World Ladies Masters
- 2014: Swinging Skirts LPGA Classic, Marathon Classic, CME Group Tour Championship
- 2015: ISPS Handa Women’s Australian Open, ISPS Handa New Zealand Women’s Open, Swinging Skirts LPGA Classic, Canadian Pacific Women’s Open, The Evian Championship, Fubon LPGA Taiwan Championship
- 2016: ISPS Handa New Zealand Women’s Open, KIA Classic, ANA Inspiration
- 2018: LPGA Mediheal Championship
- 2021: Lotte Championship, Aramco Saudis Ladies Invitational
- 2022: Gainbridge LPGA Classic, BMW Ladies Championship, CME Group Tour Championship
- 2023: Aramco Saudis Ladies Invitational, Grant Thornton Invitational (mit Jason Day)
- 2024: LPGA Tournament of Champions, AIG Women’s British Open, Kroger Queen City Championship

Anmerkung: Siege bei Majorturnieren sind in Fettschrift hervorgehoben.